# Stefan Kiedroń
Stefan Kiedroń (ur. 1955) – polski filolog, germanista, niderlandysta, historyk literatury i kultury. Doktor habilitowany nauk humanistycznych, profesor zwyczajny.

## Życiorys
W 1979 roku ukończył filologię germańską ze specjalizacją niderlandystyczną na Uniwersytecie Wrocławskim. W latach 1979–1980 pracował jako nauczyciel języka niemieckiego w Szkole Podstawowej nr 97 we Wrocławiu. Od 1980 roku pracował na stanowisku asystenta w Instytucie FIlologii Germańskiej Uniwersytetu Wrocławskiego. 13 stycznia 1987 obronił pracę doktorską Niederländische Einflüsse auf die Sprachteorie von Justus Georg Schottel. W 1990 roku został adiunktem w Katedrze Języka, Literatury i Kultury Niderlandzkiej UWr, gdzie od 1992 roku kierował Pracownią, a następnie Zakładem Dawnej Literatury Niderlandzkiej.
24 października 1994 habilitował się na podstawie pracy zatytułowanej Andreas Gryphius und die Niederlande. Niederländische Einflüsse auf sein Leben und Schaffen. 23 lipca 2008 nadano mu tytuł profesora w zakresie nauk humanistycznych. W latach 1995–2008 i 2016–2020 pełnił funkcję kierownika Katedry Filologii Niderlandzkiej Uniwersytetu Wrocławskiego. Od 2020 roku pełnił funkcję prodziekana ds. studenckich Wydziału Filologicznego UWr. W marcu 2023 roku tymczasowo pełnił funkcję dyrektora Instytutu Konfucjusza we Wrocławiu, od 1 lipca 2023 roku pełnił funkcję prorektora ds. finansów i rozwoju UWr. W 2024 roku na stanowisku prorektora zastąpił go Arkadiusz Lewicki.
W latach 2000–2002 wykładał w Zakładzie Niderlandystyki Instytutu Germanistyki Uniwersytetu Warszawskiego, a w latach 2000–2011 również na Uniwersytecie Palackiego w Ołomuńcu. Pracował także jako profesor w Instytucie Neofilologii Akademii Polonijnej w Częstochowie na Wydziale Nauk Humanistycznych oraz profesor nadzwyczajny w Instytucie Neofilologii Wyższej Szkole Lingwistycznej w Częstochowie na Wydziale Humanistycznym i Społecznym.
Jest członkiem korespondentem na I Wydziale Filologicznym Polskiej Akademii Umiejętności oraz członkiem Maatschappij der Nederlandse Letterkunde i Rady Kuratorów Zakładu Narodowego im. Ossolińskich. W 1995 roku był współzałożycielem Stowarzyszenia Niderlandystów Europy Środkowo-Wschodniej, w latach 2000–2009 był członkiem zarządu Międzynarodowego Stowarzyszenia Niderlandystycznego. W latach 2003–2016 był redaktorem naczelnym czasopisma Neerlandica Wratislaviensia.

## Odznaczenia
Odznaczony następującymi odznaczeniami:
- Krzyż Kawalerski Orderu Odrodzenia Polski (2017)[6]
- Złoty Krzyż Zasługi
- Oficer Orderu Leopolda
- Kawaler Orderu Oranje-Nassau